# 外电
外电可以指兩種意思，以下主要介紹第二種：
1. 國外或境外以電訊傳送的新聞報導。
2. 國外或境外的短波广播。

收听外电的方式有多种，最常见的是使用短波收音机收听，或者使用网路收听。使用短波收音机收听的话必需取得目标广播电台的正确频率，同时，收音机的接收能力及周围的干扰程度都会严重影响收听的效果。

## 传统方式

### 频率的取得
频率的取得一般是该电台自己播报，或者通过主页公布，听众也可以通过人与人之间的转述来获得。

## 網路方式

### 收听软體
现在流行以串流媒体收聽。

### 技术障碍的解决
部分外电的网址无法正常播放，这有可能是因为政府的封锁所致，解决这些技术性障碍可以采取多种方法。